# Centurion (Sudafrica)
Centurion è una città del Sudafrica, situata nella provincia di Gauteng.